# Astrobunus
Genre
Synonymes
- Hoplites L. Koch, 1869 nec Hübner 1816
- Roeweriolus Kolosváry, 1933

Astrobunus est un genre d'opilions eupnois de la famille des Sclerosomatidae.

## Distribution
Les espèces de ce genre se rencontrent en Europe.

## Liste des espèces
Selon World Catalogue of Opiliones (17/05/2021) :
- Astrobunus bavaricus Roewer, 1957
- Astrobunus bernardinus Simon, 1879
- Astrobunus dinaricus Roewer, 1915
- Astrobunus glockneri Roewer, 1957
- Astrobunus grallator Simon, 1879
- Astrobunus helleri (Ausserer, 1867)
- Astrobunus kochii Thorell, 1876
- Astrobunus laevipes (Canestrini, 1872)
- Astrobunus osellai Chemini, 1986
- Astrobunus roeweri Hadži, 1927
- Astrobunus scoticus Roewer, 1957
- Astrobunus spinosus (Herbst, 1799)

## Publications originales
- Thorell, 1876 : « Sopra alcuni Opilioni (Phalangidea) d'Europa e dell' Asia occidentale, con un quadro dei generi europei di quest' Ordine. » Annali del Museo Civico di Storia Naturale di Genova, vol. 8, p. 452–508 (texte intégral).
- L. Koch, 1869 : « Beitrag zur Kenntniss der Arachnidenfauna Tirols. » Zeitschrift des Ferdinandeums für Tirol und Vorarlberg, sér. 3, vol. 14, p. 149–206.